# Тіамазол
Тіамазол (мерказоліл, тирозол) — антитиреоїдний засіб, похідне тіамазолу, що блокує активність тиреопероксидази і таким чином перешкоджає синтезу основних гормонів щитоподібної залози: тироксину (T4) та трийодтироніну (T3).

## Побічна дія
Агранулоцитоз, лейкопенія, тромбоцитопенія, апластична анемія, випадіння волосся, парестезії, головний біль, свербіж шкіри, артралгія, гепатит, нудота, кардіоміопатія.